# Rosengadeanlægget
55°23′56.87″N 10°23′26.56″Ø / 55.3991306°N 10.3907111°Ø
Rosengadeanlægget er et lille haveanlæg i H.C. Andersen-kvarteret i Odense, tæt ved H.C. Andersens Hus. Anlægget indeholder bl.a. skulpturen Drengen, der griber ørnen i dens flugt af kunstneren Erik Rahr. Skulpturen er skænket af af H. C. Andersen Museets udsmykningskomité i 1932.
|  | Denne artikel om en bygning eller et bygningsværk kan blive bedre, hvis der indsættes et (bedre) billede. Du kan hjælpe ved at afsøge Wikimedia Commons for et passende billede eller lægge et op på Wikimedia Commons med en af de tilladte licenser og indsætte det i artiklen. |